# 1908 în științifico-fantastic
- 1907 în științifico-fantastic — 1908 în științifico-fantastic — 1909 în științifico-fantastic

1908 în științifico-fantastic a implicat o serie de evenimente:

## Nașteri și decese

### Nașteri
- Nigel Balchin (d. 1970)
- Nelson Slade Bond (d. 2006)
- Cleve Cartmill (d. 1964)
- Ivan Efremov (d. 1972)
- John Russell Fearn (d. 1960)
- Gertrude Friedberg (d. 1989)
- Tommaso Landolfi (d. 1979)
- George Langelaan (d. 1972) - A scris scenariul filmului Musca din  1958
- H. L. Lawrence (d. 1990)
- Angus MacVicar (d. 2001)
- Peter de Mendelssohn (d. 1982)
- Robert Merle (d. 2004)
- Wilmar H. Shiras (d. 1990)
- Paul Tabori (d. 1974)
- Ilja Warschawski (d. 1974)
- Hans Weigel (d. 1991)
- Jack Williamson (d. 2006)

### Decese
- Friedrich August Feddersen (n. 1838)
- Franz Treller (n. 1839)

## Cărți

### Romane
- Călcâiul de fier (The Iron Heel) de Jack London
- Goana după meteor de Jules Verne
- Steaua roșie (Красная звезда) de Alexander Bogdanov[2]

## Filme
| Titlu                                 | Regizor           | Distribuție                         | Țara   | Sub-Gen /Note |
| ------------------------------------- | ----------------- | ----------------------------------- | ------ | ------------- |
| El hotel eléctrico (Hotelul electric) | Segundo de Chomón | Segundo de Chomón, Julienne Mathieu | Spania | Film scurt    |
|                                       |                   |                                     |        |               |